# Alonso de Loayza y García
Alonso de Loayza y García (Trujillo, ? - 1588). Conquistador y encomendero español establecido en el Perú.

## Biografía
Sus padres fueron Francisco de Loayza y González de Paredes, señor de su casa en Trujillo, y Juana García y Marchena. Era sobrino del arzobispo Gerónimo de Loayza.
Sirvió en la campaña de 1538 contra Diego de Almagro y se halló en la batalla de las Salinas el 6 de abril, en la cual fue herido de una bala de las llamadas de alambre o enramadas que le cortó la mandíbula inferior con todos los dientes. También estuvo con Peranzures de Campo Redondo conduciendo la bandera real en las tropas que obedecían a este capitán, y se unieron a las que Pedro Álvarez de Holguín levantó en 1541 con motivo de la muerte del marqués Francisco Pizarro. 
Cuando en 1544 Gonzalo Pizarro salió del Cuzco con su ejército en dirección a Lima, para deponer del mando al virrey Blasco Núñez Vela, muchos vecinos que salieron en su compañía para no comprometerse en el levantamiento, le abandonaron y se dirigieron a Arequipa dispuestos a embarcarse para Lima y ponerse a órdenes del Virrey: uno de esos individuos fue Alonso de Loayza. Al llegar a Quilca ya habían zarpado para el Callao los dos navíos que allí se encontraban. Se les ocurrió entonces construir un lanchón que alistaron en 40 días, pero luego vieron que el tal buque se les iba a fondo, y no podía recibir la carga, por lo que decidieron venirse por la costa. A su arribo, el Virrey ya había sido tomado prisionero y desterrado, por lo que se dispersaron para poner a salvo sus vidas. 
El 13 de noviembre de 1553 contrajo matrimonio en el Cuzco, con María de Ayala y Castilla. «Había en la casa una escogida concurrencia: después del banquete se jugaron alcancías, y luego se sentaron a cenar más de sesenta individuos, ocupando las señoras una mesa en diferente sala. A mitad de la cena se oyó que tocaban la puerta principal, y abierta que fue, entró Francisco Hernández Girón con rodela y espada en mano acompañado de dos soldados que llevaban sus partesanas. Los de la reunión se levantaron formando gran alboroto. Girón les mandó estuviesen quietos: el corregidor corrió a la sala de las mujeres y allí fue preso: otros huyeron hacia la cocina e interior de la casa. Juan Alonso Palomino recibió cinco heridas y murió al día siguiente: los conjurados mataron también a Juan Morales porque tiró el mantel para que cayeran los candeleros y se apagasen las luces». Se había iniciado el levantamiento.
Alonso de Loayza y muchos vecinos notables del Cuzco participaron en la campaña contra Hernández Girón en las filas del mariscal Alonso de Alvarado a quien aconsejaron con buenas razones no diese batalla en Chuquinga; pero Alvarado no oyó reflexión alguna, y en ese campo la fortuna le fue adversa.
| Predecesor: Diego de Silva y Guzmán | Alcalde ordinario del Cuzco Segundo voto 1557 - 1558 | Sucesor: Gaspar de Sotelo |